# Krzysztof Pawlak
Krzysztof Pawlak (* 12. Februar 1958 in Trzebiechów, Polen) ist ein ehemaliger polnischer Fußballspieler und Fußballtrainer.

## Vereinskarriere als Spieler
Krzysztof Pawlak begann seine Karriere als Abwehrspieler in Polen und spielte dort für die Vereine Warta Posen und den größeren und bekannteren Stadtrivalen Lech Posen.
1988 wechselte er nach Belgien zum KSC Lokeren. Hier konnte er sich nicht durchsetzen und wechselte noch im selben Jahr nach Schweden zu Trelleborgs FF. Hiers spielte er von 1988 bis 1992. 1992 kehrte er dann nach Polen zu Warta Posen zurück, wo er noch zwei Saisons spielte und 1994 seine aktive Karriere beendete.

## Nationalmannschaftskarriere als Spieler
Krzysztof Pawlak bestritt 31 A-Länderspiele für die polnische Fußballnationalmannschaft und nahm an der Weltmeisterschaft 1986 teil.

## Karriere als Trainer
Als Trainer arbeitete Pawlak für Warta Posen (1993–1994, Co-Trainer), Sokół Pniewy (damals Milliarder Pniewy, 1994–95), Warta Posen (1995), GKS Bełchatów (1995–96, 1998–99), Lech Posen (1997–98), Górnik Konin (1999–00), Polonia Środa Wielkopolska (2000–02), Biały Orzeł Koźmin Wielkopolski (2003), Podbeskidzie Bielsko-Biała (2003–04), Promień Żary (2004–05), Kania Gostyń (2006), Mieszko Gniezno (2006), Arka Nowa Sól (2009–10) und GKP Gorzów Wielkopolski (2010–11). Seit Juli 2011 ist Pawlak Trainer des Zweitligisten Flota Świnoujście.
Von 1996 bis 1997 war er Assistenztrainer der polnischen Fußballnationalmannschaft unter Antoni Piechniczek und betreute diese, nach dem Rücktritt von Piechniczek, auch in einem WM-Qualifikationsspiel gegen Georgien (4:1 für Polen).

## Erfolge als Spieler
- 2× Polnischer Pokalsieger (1983, 1984)
- 3× Polnischer Pokalsieger (1982, 1984, 1988)
- 1× WM-Teilnahme (1986)